# الإجهاض في قطر
الإجهاض في قطر أمر غير قانوني في معظم الظروف. وكانت دولة قطر قد سنت قانونا يهدف إلى ضمان حقوق المرأة وحمايتها من خطر الإجهاض حيث أقرت عقوبة السجن والتي قد تصل لـ 5 سنوات لكل من ضغط على امرأة حامل ودفعها للإجهاض أو لكل من ساهم في هذه العملية، هذا في حالة ما كانت المرأة نفسها موافقة أما في حالة ما كانت غير موافقة أو تم إجراء عملية الإجهاض لها بشكل قسري فحينها تتحول العقوبة إلى 10 سنوات سجنا وقد تزيد أو تنقص حسب ظروف العملية والدافع من ورائها وما إلى ذلك. أما من الناحية التاريخية فالإجهاض مسموح به في المجتمع القطري في حالة ما كان الحمل يُشكل خطرا على حياة الأم. وكانت قطر قد صادقت ووافقت على اتفاقية تقنين الإجهاض عام 1971 والتي تنص على ضرورة تفادي عملية الإجهاض واعتبارها كآخر حل كما نصت على ضرورة إجراء العملية في حالة ما كان استمرار الحمل سيشكل خطرا على حياة الأم وحياة الجنين في نفس الوقت. وعلاوة على ذلك فالقانون الرسمي في قطر والذي تم كتابته والاتفاق عليه عام 1983 يُؤكد على أن عملية الإجهاض غير مسموح بها بعد تجاوز مدة الحمل أربع أشهر إلا في حالة واحدة وهي الخطر والضرر على صحة الأم إذا ما استمر الجنين في أحشائها أو إذا كان هناك دليل على أن الطفل سيولد مصابا بمرض بدني أو قصور أو شيء من هذا القبيل ولا يتم تنفيذ العملية إلا بموافقة الأم عينها ووالديها أو زوجها أو المسؤول عنها (أحد أقاربها).
في قطر وقبل تنفيذ عملية الإجهاض يجب أولا أن يحصل الطبيب (منفذ العملية) على موافقة لجنة طبية تتألف من ثلاثة متخصصين في هذا المجال كما يجب تنفيذ العملية _حسب القانون القطري_ في مستشفى حكومي وليس خاص. يُشار إلى أن معظم عمليات الإجهاض التي تقوم بها ساكنات قطر أو مواطنيها يتم تنفيذها في البلد نفسه بدلا من الخارج. كما تجدر الإشارة أيضا إلى أن عملية الإجهاض في قطر تقوم بها المرأة الحامل في بعض الأحيان رغما عنها وذلك بسبب الدخول في علاقة جنسية خارج إطار الزواج وبالتالي يُعتبر الطفل غير شرعي كما قد تُعتبر والدته (التي ستصبح أما عزباء) عاهرة أو زانية حسب ما هو معروف في المجتمعات الإسلامية.